# Ali Seibou
Ali Seibou (Dingajibanda, 1940 – Niamey, 31 de octubre de 2011) fue un político de Níger, que ejerció como Jefe de Estado de facto entre 1987 y 1989 y como presidente de su país entre 1989 y 1993.

## Biografía
Miembro de la comunidad djarma, nació en una localidad del distrito de Ouallam. (Aunque era también el lugar natal de su predecesor Seyni Kountché, ellos no eran primos). Pronto se interesó en la carrera militar, y asistió a la escuela preparatoria Saint-Louis en Senegal desde 1954, uniéndose al Primer Regimiento Senegalés de Tiradores. Participó en acciones en Camerún en 1960, donde fue herido. 
Tras la independencia de Níger en 1960, fue transferido al nuevo Ejército nigerino como sargento. Asistió a la escuela de oficiales, y en 1969 fue puesto al frente de una unidad en N'Guigmi, y luego en 1973 en Agadez, donde ascendió a capitán. Unió su suerte a Kountché en el golpe de Estado de abril de 1974, y llevó a sus tropas de Agadez a Niamey. Como recompensa, fue ascendido a mayor, incorporado al gabinete como ministro de Economía Rural y Medio Ambiente, y, el 20 de noviembre de 1974, ascendido a jefe del Estado Mayor.
Sin embargo, Kountché sospechaba de él; en junio de 1975 lo retiró del gabinete y le pidió que renunciara al comando de las Fuerzas Armadas. Saibou respondió a ello solicitando ser retirado por completo del servicio, un acto que aparentemente disipó los temores de Kountché, y Saibou permaneció leal hasta la muerte del gobernante, ocurrida el 10 de noviembre de 1987.
En ese momento, Seibou aseguró su nominación como sucesor de Kountché por el Supremo Consejo Militar, enviando a continuación a los militares rivales al exterior con cargos diplomáticos, y haciendo del MNSD el único partido político de Níger. En 1989 hizo aprobar una nueva Constitución, y se presentó como el único candidato presidencial en diciembre de ese año.
A comienzos de los años noventa, la agitación estudiantil y el asalto de tuaregs en Tchin-Tabaraden condujeron a una Conferencia Nacional en 1991, que finalmente desmanteló el régimen militar, dejando a Seibou sin mayor poder efectivo. Tras la elección de Mahamane Ousmane como presidente en marzo de 1993, dejó su cargo el 16 de abril y se retiró a su pueblo natal.